# Turán (vonat)
A Turán a MÁV által üzemeltetett, Horthy Miklós (kormányzó) részére összeállított kormányzati vonat volt. A szerelvény az államvasút nehéz helyzete miatt a megmaradt közforgalmú termeskocsikból lett kormányutakra összeállítva. A Horthy Miklós kormányzó által használt vonat kocsijait – az ország államformájának megfelelően – mindvégig „udvariként” tartották nyilván, viszont a szerelvény egy megkülönböztető nevet is kapott: ez volt a Turán-vonat. A szerelvény 1944-ben Csehszlovákiába került. Ma négy vagon sorsa ismert, a 9-esé, a 12-esé és további 2 darab szalonkocsié.

## Története
Horthy Miklós kormányzó vasúti utazásai céljára a két világháború közötti időszakban a Turán elnevezésű kormányzati vonat állt rendelkezésre. 
A feljegyzések szerint a Nyugat-Dunántúlon tett Horthy Miklós körutat - a sikertelen második királypuccs után – és ennek keretében 1922. december 13-án Sárváron fogadták a szerelvényt, ami pár óra múlva Celldömölkre folytatta útját.
1924. április 2-án Horthy Miklós, és felesége 11 óra 30 perckor a Nyugati pályaudvarról Kiskörére utazott, ahol másnap délelőtt folyamán részt vett a Kisköre, Abádszalók és Pusztataskony között a románok által felrobbantott és most újjáépített vasúti híd ünnepélyes megnyitásán.
A Turán összeállítása a két világháború közti időszakban – az igényeknek megfelelően – folyton változott. A MÁV a kormányzó részére nem építtetett egységes kormányzati szerelvényt, így egyes járműveket kivontak a Turán-vonatból, máskor pedig új kocsikat soroltak be oda. A harmincas évek végén a Turán összeállítása a következő volt: a mozdony után következett a kalauzkocsi, aztán a vonatot kísérő vasúti tisztviselő kocsija, utána a távirda kocsija, ezután a kormányzó 1927-ben épült hattengelyes termes kocsija, majd a szerelvény (általában két) termes kocsija a kíséret számára, étkezőkocsi, a személyzet kocsija, s a kormányzó autóját szállító különleges kocsit sorolták a szerelvény végére.
A részben átalakított, részben új kocsikból álló, rendszeresen változó összetételű szerelvényt az 1930-as évek közepén egy különleges gépkocsi szállító kocsival egészítették ki, hogy a vonaton utazó államfő a célállomáson saját gépkocsijára szállhasson át.
A MÁV ekkoriban az ABar kocsikon megszüntette az 1. kocsiosztályt, az ABar kocsikat átminősítette 2. osztályúvá és átszámozta (Bar 3962 – 3980) –1936-1938 között: 3954 és 3957 kivételével a Bar kocsikat kéttengelyessé alakította (B 34101 – 34130) –1936: Bak 202471 majd Bar 3954 pályaszámú kocsi átépítése fordítókorongos kormányzati autószállító kocsivá (Turán 12).
A Horthy-család igen kedvelte a Turán-vonatot, ami abban is megnyilvánult, hogy szerettek a vonat étkezőkocsijaiban ebédet vagy vacsorát fogyasztani. Sőt: a kenderesi temetés után még Horthy István halotti torát is itt tartották. Úti programjait – ha csak tehette – maga Horthy Miklós is szerette úgy alakítani, hogy az étkezések lehetőleg a kormányzati vonaton történjenek.
A Bécsi döntések keretében a területi visszacsatolások után Horthy Miklós Kárpátaljára és Erdélybe is ellátogatott. A korhű leírások szerint felépített sötétbarna vagonon ott az eredeti arany magyar címer, ablakaiból a kormányzó mellett Imrédy Béla és Teleki Pál miniszterelnök, Ribbentrop német és Ciano olasz külügyminiszter tekint le a bevonulást ünneplő tömegre.
1944. március 17–én Horthy Miklós a Turánnal utazott Salzburgig, majd onnan autóval, hogy a Salzburg melletti Klessheim kastélyban találkozzon Hitlerrel. A sikertelen tárgyalás után Hitler 17:00-kor kiadta a parancsot a Margarethe hadművelet végrehajtására.
A Turánt 1944. őszén előbb Nyugat-Magyarországra, majd a határon túlra menekítették
A Turán szerelvénnyel 1944-ben a nyilasok nyugatra menekültek, de csak Csehszlovákiáig jutottak, a szerelvény eltűnt, Budapesten nem tudták, hova lett. Évtizedekkel később, amikor történészek, vonatrajongók elkezdték kutatni, mi lett a sorsa, kiderült, hogy 1945-ben a Csehszlovák Államvasutak lefoglalta és saját állományába vette az egész szerelvényt.
A csehszlovákokhoz azután került, hogy 1944 őszén, Budapest ostroma előtt a szerelvényre felpakolták a budai vár berendezésének egy részét, hogy nyugatra menekítsék azt. A budai várból 1944 novemberében és decemberében indítottak szállítmányokat. Ezek egy részét Horthy Miklós Turán elnevezésű különvonatával vitték nyugat felé. A szállítmány tartalmazta Horthy Miklós magánvagyonának egy részét is. A vonat végül egy csehországi állomáson futott bele az amerikaiak által ellenőrzött körzetbe. A háború után nem lehetett pontosan tudni, hogy hol és mit vettek le a vagonokról, mennyit kaparintottak meg belőle a németek. Turán ezután a Csehszlovák Államvasutak szolgálatában állt, de nem egyben, hanem vagononként szétszerelve használták. A Turán legtöbb vagonját a háború után a csehek nem adták vissza.
A Turán 12-es számú vagonja a kormányzó autószállító kocsija volt. 1955-ben kapta vissza Magyarország, majd 2002-ben a Szolnoki Járműjavító felújította, jelenleg Budapesten a Vasúttörténeti Parkban van. A 9-es számú étkezőkocsit Csehszlovákia kormánya használta reprezentációs célokra, de idővel elavulttá vált az ilyen célú vasúti közlekedés, így az 1970-es években leselejtezték. Egy szenci lakos megvásárolta és elhelyezte a telkén. A városi hivatal előírása alapján egy betonalapra helyeztette, illetve betonpanel borítást kapott és tetővel fedték be, hogy az utcafrontról ne lehessen látni, hogy ott egy vasúti kocsi áll. Ezáltal tökéletesen konzerválták a vagont, így nagyon jó, felújítható állapotban van. Érdekessége, hogy egy teljesen egyszerű személykocsi, amit kormányzati vagonná alakítottak át. Más politikusok külön a saját elképzeléseik alapján gyártattak vonatokat maguknak, Horthy Miklós ezzel szemben egy egyszerű, meglévő kocsit alakíttatott át. Az eltűntnek hitt 9-es számú kocsiról aztán 2020. szeptember 10-én adtak ismét hírt, amikor Darázs László, a Szlovák Vasúttörténeti Múzeum külső segítője ráakadt az eltűntnek hitt vagonra.
2020. október 20-án tűzvész pusztított a Csehország északi felén fekvő Jaroměř Múzeumban, ahol valószínűleg gyújtogatás miatt kiégett a szabadban tárolt két Turán szalonkocsi. A vagonok jó állapotban voltak. A két vagon szintén a második világháború után Csehszlovákia területén maradt vonat részei. 1990 után sikerült megmenteni őket, és eljutottak Jaroměřbe a magyarországi partnerekkel azt tervezték, hogy felújítják őket.
Több hírforrás tévesen hivatkozik arra, hogy a Kádár János által használt Ezüstnyíl részben a Turán szerelvényéből lett összeállítva, azonban azt a Rába Magyar Vagon és Gépgyár gyártotta 1960-1968 között.

## Vasúti kocsik

### 9-es vasúti kocsi
Horthy Miklós legendás szerelvényének étkezőkocsija volt a Turán 9-es vasúti  kocsija. A kocsit 1913-ban gyártották, fele-fele részben első- és másodosztályú kialakítással. A vasúti kocsi 1944-ig szolgálatban állt, majd nyoma veszett és csak 2020. őszén került elő, amikor is a tulajdonosa el szerette volna a telkéről a vagont szállítatni. A szenci tónál lévő vasúti kocsiról a Szlovák Vasúttörténeti Múzeum úgy tudta, hogy Masaryk szalonkocsija volt. Egy magántulajdonban lévő telken állt az állomás mellett 1970-es évektől, miután a tulajdonosa megvette azt. A tóparton fut végig a vasút. Nagy valószínűséggel egy mellékvágányról két vasúti daruval tették ki a tópartra a kocsit. A telek jelenlegi tulajdonosa nyaralót szeretett volna oda építeni, ezért a pozsonyi Vasúttörténeti Múzeum munkatársait kérte meg, hogy nézzék meg, érdekli-e őket, elvinnék-e, mert számára felesleges, használhatatlan. Az alvázszám alapján a múzeum munkatársai elkezdtek nyomozni, milyen kocsiról van szó. A sorozatszám alapján rájöttek, hogy Horthy Miklós Turán nevű szerelvényének a 9-es számú vasúti kocsija. Egy étkezővel, nyolcszemélyes faragott asztallal, konyhával és három hálószobával felszerelt szalonkocsi. Mivel körbe volt építve és tető is védte, ezért viszonylag jó állapotban volt.
Belülről nagyon szép faborítást kapott, megvannak az eredeti székek és az asztal. Vannak olyan darabok, amelyek teljes felújítást igényelnek, de olyanok is, amelyeket újra kell gyártani az eredeti alapján. A budapesti Vasúttörténeti Múzeum házon belül meg tudja oldani a felújítást, egyedül az asztalosmunkákra kell külsős céget felkérnie.
A járművet a Közlekedési Múzeum vásárolta meg 10 millióért. 2020. december 21-én elkezdődött Magyarországra szállítása, amelynek költségeire és a felújításra 25 millió forintot rendeltek el.

### 12-es vasúti vagon
A 12 pályaszámú különleges gépkocsi szállító kocsi 1916-ban épült a győri Magyar Wagon és Gépgyárban 22309 gyári számmal, mint Bak 202471 pályaszámú személykocsi (a nosztalgia kocsipark Abak 201089 kocsijának testvére). 1925 után pályaszáma Bar 3954 lett. 1936-ban különleges autószállító kocsivá építették át, amikor a kocsivégeken szárnyas rakodóajtókat, rámpát és csörlőt helyeztek el. A kocsi közepén 5,2 m átmérőjű forgóhidat építettek be, amely lehetővé tette az oldalrakodást. A háborút követően a kocsi CSD Da 6-5051, később Da 7025 számmal üzemelt. 1955-ban járműcsere keretében került vissza Magyarországra. Felújította a MÁV Szolnoki Járműjavító Kft. 2002-ben.
Jelenleg Budapesten van.

### További 2 szalon kocsi
2 darab szalonkocsi az 1996-ban megnyitott csehországi Jaroměř Múzeumban volt látható. 2020. október 20-án tűzvész pusztított a kiállításon és kiégett a szabadban tárolt két Turán szalonkocsi. A vagonok jó állapotban voltak. A két vagon szintén a második világháború után Csehszlovákia területén maradt vonat részei. 1990 után sikerült megmenteni őket, és eljutottak Jaroměřbe, ahol a magyarországi partnerekkel azt tervezték, hogy felújítják őket.
(Fejes Antal: Szigorúan ellenőrzött vonatok – Múlt-kor 2011. ősz – alapján)